# Eranina cendira
Eranina cendira là một loài bọ cánh cứng trong họ Cerambycidae.